# Northallerton
Northallerton est une ville marchande et une paroisse civile du Yorkshire du Nord, en Angleterre. Elle se trouve dans la vallée de Mowbray et à l'extrémité nord du val d'York. Sa population s'élève à 15 741 personnes selon le recensement de 2001. C'était la capitale du North Riding of Yorkshire, et depuis 1974 elle est devenue celle du Yorkshire du Nord.

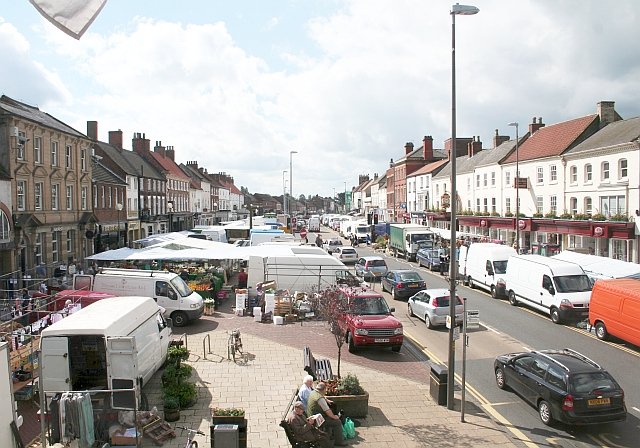
Northallerton High Street

La région est peuplée depuis l'époque romaine, mais la ville n'a pris de l'importance qu'à partir du XIe siècle quand Guillaume II d'Angleterre donne les terres à l'évêque de Durham. Sous l'autorité de l'évêque Northallerton devient un centre religieux majeur. Elle est également située au en plein cœur du conflit entre les royaumes d'Angleterre et d'Écosse, notamment au moment de la bataille de l'Étendard, vers 1138, durant laquelle 12 000 hommes trouvent la mort
Plus récemment le commerce et le transport ont pris une nouvelle importance dans la ville. Sa situation sur la route principale entre l'Écosse et Londres en fait une halte importante pour les bus qui parcourent ce trajet.